# Faramund
Faramund (Pharamondus) és un merovingi esmentat per primer cop el 727 al Liber Historiae Francorum que diu que era el fill de Marcomir i el pare de Clodion el Cabellut. Va ser doncs durant molt de temps considerat com el primer rei merovingi.
Després de l'aparició de la història Moderna a finals del segle xix la seva existència ha estat considerada com llegendària. La raó és la següent: l'autor del Líber Historiae Francorum resumeix els sis primers llibres de Gregori de Tours afegint 21 informacions. Faramund és una d'aquestes informacions. L'autor del Líber Historiae Francorum no coneixia la història del segle v, ja que utilitza com a única font a Gregori de Tours. És doncs fortament improbable que es descobreixi 300 anys després, un personatge de la genealogia dels merovingis que Gregori de Tours no coneixia